# Кастелло, Валерио
Валерио Кастелло (итал. Valerio Castello; 12 декабря 1624, Генуя — 17 февраля 1659, Генуя) — живописец эпохи итальянского маньеризма и барокко, декоратор интерьера из Лигурии (северо-западная Италия). Представитель большой семьи художников из Генуи.

## Биография
Валерио был младшим сыном Бернардо Кастелло (1557—1629), который умер, когда Валерио было всего шесть лет. Валерио и его братья были привязаны к семьям Габриэлло Кьябрера и Торквато Тассо (его отец был иллюстратором «Освобождённого Иерусалима» Тассо). Валерио намеревался изучать литературу, но проявил склонность к рисованию. Это было отмечено его покровителями, которые устроили его учеником к Доменико Фьязелле. Позже он учился у Джованни Андреа де Феррари. В поисках вдохновения Валерио Кастелло отправился в Милан, а затем, вероятно, между 1640 и 1645 годами, в Парму.
В Милане он восхищался работами Камилло Проккаччини.
Валерио Кастелло преуспел в написании батальных сцен. Он написал картину «Похищение сабинянок», которая теперь находится в Палаццо Бриньоле в Генуе, и расписал купол базилики Сантиссима Аннунциата дель Вастато в том же городе. Он также восхищался живописью А. Ван Дейка, который долгое время жил в Генуе и чьи картины можно было увидеть по всему городу, а также, конечно, Питера Пауля Рубенса и Корреджо.
Помимо множества росписей венецианских церквей Валерио Кастелло создал два больших цикла светских фресок дворцов Джованни Баттисты Бальби и знаменитого дожа республики Франческо Марии Бальби. В этих росписях он сотрудничал с «квадратуристами» из Болоньи. В своих произведениях стремился сочетать экспрессивный стиль Тинторетто с красочностью Паоло Веронезе.
Весной 1654 года он расписал фресками свод Салотто делла Фама с «квадратурами» Джованни Марии Мариани из Асколи. Его шедевром, созданным между 1655 и 1659 годами, являются своды комнат Палаццо Бальби-Сенарега в Генуе. Здесь он создал «Галерею похищения Персефоны», где множество божеств изображены в ярких красках и в смелых перспективных ракурсах, которые словно заставляют их лететь в фантастической архитектуре болонца Андреа Сегицци. В главном зале — чествование семьи Бальби возложено на мифологическую аллегорию Колесницы Времени. Энтузиазм, с которым заказчики приняли эти работы, привёл к тому, что художнику доверили также оформление «Зала мира» и Зала Леды".
Кастелло оказал влияние на творчество молодого Доменико Пиолы, сотрудничал с Паоло Броцци. Среди учеников Валерио Кастелло были Бартоломео Бискаино, Джованни Паоло Черветто и Стефано Маньяско (отец Алесмсандро Маньяско).

## Галерея
- История Святой Женевьевы Брабантской. Ок. 1652. Холст, масло. Уодсворт Атенеум, Хартфорд, Коннектикут, США
- Аллегория времени. 1654–1659. Фреска. Палаццо Бальби-Сенарега, Генуя
- Бегство в Египет. 1659. Холст, масло. Частное собрание
- Святое семейство с ангелом. Холст, масло. Частное собрание
- Мадонна с младенцами Иисусом и Иоанном Крестителем. Ок. 1650. Холст, масло. Национальная галерея, Лондон
- Избиение младенцев в Вифлееме. Между 1650 и 1655. Холст, масло. Музей истории искусств, Вена
- Моисей источает воду из скалы. 1650-е. Холст, масло. Частное собрание